# Ilona Stawińska
Ilona Stawińska (ur. 6 marca 1932 w Łodzi, zm. 24 maja 2011 w Warszawie) – polska aktorka teatralna i filmowa.

## Życiorys
W 1953 roku ukończyła Państwową Wyższą Szkołę Teatralną im. Aleksandra Zelwerowicza w Warszawie. Na deskach teatru zadebiutowała 21 lipca tego samego roku. Występowała w Teatrze im. Osterwy w Lublinie oraz w Warszawie w: Teatrze Nowym, Teatrze Współczesnym, Teatrze Polskim i Teatrze Studio.
Była drugą żoną Tadeusza Plucińskiego oraz Czesława Wołłejki.
Została pochowana na Cmentarzu Wojskowym na Powązkach w Warszawie (kwatera 39B-11-2).

## Filmografia
| Filmy |               |                                          |                          |
| Rok   | Tytuł         | Rola                                     | Uwagi                    |
| 1953  | Celuloza      | Marynia, służąca Rozalii Stelmachowej    | niewymieniona w czołówce |
| 1956  | Cień          | praczka Tekla                            |                          |
| 1964  | Przerwany lot | Wandzia                                  |                          |
| 1972  | Motyle        | Hela, matka Honorki i Jarka, ciotka Edka |                          |

| Produkcje telewizyjne |                            |                                     |                      |
| Rok                   | Tytuł                      | Rola                                | Uwagi                |
| 1956                  | Skowronek                  | żona Karola                         | spektakl telewizyjny |
| 1962                  | Pierwsza koniugacja        | zakonnica                           | spektakl telewizyjny |
| 1964                  | Przygoda florencka         | pani Giordani                       | spektakl telewizyjny |
| 1964                  | Dudek                      | Klara                               | spektakl telewizyjny |
| 1964                  | Człowiek z głową           | Sławska                             | spektakl telewizyjny |
| 1965                  | Pierścień wielkiej damy    | Pani                                | spektakl telewizyjny |
| 1968                  | Kobieta w trudnej sytuacji | kobieta                             | spektakl telewizyjny |
| 1974−1977             | Czterdziestolatek          | koleżanka w pracy Magdy Karwowskiej | serial telewizyjny   |
| 1975                  | Zawodowy gość              | Valeria                             | spektakl telewizyjny |
| 1976                  | Wystarczy jeden telefon    | Ewa                                 | spektakl telewizyjny |
| 1976                  | Próba generalna            | Edna                                | spektakl telewizyjny |
| 1977                  | Grupa Laokoona             | przyjaciółka                        | spektakl telewizyjny |
| 1977                  | Ciotka Karola              | Donna Lucia                         | spektakl telewizyjny |
| 1977                  | Awantura w Chioggi         | Libera                              | spektakl telewizyjny |
| 1978                  | Włamanie o północy         | Stojenka                            | spektakl telewizyjny |
| 1978                  | Słodkie szaleństwo         | Irena                               | spektakl telewizyjny |
| 1979                  | Koncert                    | Maria                               | spektakl telewizyjny |
| 1979                  | Gdy wraca młodość          | Masza                               | spektakl telewizyjny |
| 1991                  | Kobieta w ogrodzie         | Muriel                              | spektakl telewizyjny |